# San Antonio (Valle del Cauca)
Pour les articles homonymes, voir San Antonio.
San Antonio est un quartier de la ville de Cali en Colombie. Ce quartier est considéré comme l'un des plus anciens quartiers de la ville. L’architecture du quartier est de style colonial.